# Henri Lepage (cyklist)
Henri Lepage, född den 7 augusti 1906 i Paris, död 1959 i Montréal, var en kanadensisk bancyklist som var specialiserad på sexdagarslopp, av vilka han vann tio stycken (samtliga i USA eller Kanada och fem av dem tillsammans med William Peden).
Henri Lepage blev invald i Federation Quebecoise des Sport Cyclistes – Temple de la Renommée (Hall of Fame) 1986.

## Meriter

### Sexdagarslopp
| 1930/1931 Vinnare av Montréals sexdagars (apr.) med William Peden 1931/1932 Vinnare av Montréals sexdagars (okt.) med William Peden Vinnare av Saint Louis sexdagars (feb.) med William Peden 2:a i Vancouvers sexdagars (jul.) med Reginald Fielding 2:a i Montreals sexdagars (apr.) med Alfred Letourneur 2:a i Torontos sexdagars (maj) med Alfred Letourneur 3:a i Minneapolis sexdagars (nov.) med Pierre Gachon 1932/1933 2:a i Torontos sexdagars (okt.) med Bernhardt Stübecke 3:a i Chicagos sexdagars (mar.) med Prudent Delille 1933/1934 Vinnare av Torontos sexdagars (okt.) med Alfred Letourneur Vinnare av Minneapolis sexdagars (nov.) med William Peden 2:a i Montreals sexdagars (apr.) med Alfred Letourneur 3:a i Montreals sexdagars (okt.) med Alfred Letourneur | 1934/1935 Vinnare av Milwaukees sexdagars (nov.) med William Peden och Jules Audy Vinnare av Pittsburghs sexdagars (nov.) med Jimmy Walthour 2:a i Montreals sexdagars (okt.) med Jimmy Walthour 2:a i Minneapolis sexdagars (dec.) med William Peden och Jules Audy 3:a i Los Angeles sexdagars (mar.) med Fred Ottevaire 3:a i Montreals sexdagars (apr./maj) med Albert Crossley 1935/1936 Vinnare av Minneapolis sexdagars (feb.) med Reginald Fielding 2:a i Montreals sexdagars (okt.) med Jimmy Walthour 2:a i Montreals sexdagars (apr.) med Jules Audy 3:a i Pittsburghs sexdagars (okt./nov.) med William Peden 1936/1937 Vinnare av Philadelphias sexdagars (apr./maj) med Jules Audy 3:a i Kansas Citys sexdagars (mar.) med Alfred Heaton 3:a i Louisvilles sexdagars (apr.) med Harold Nauwens 1937/1938 Vinnare av Philadelphias sexdagars (apr.) med Fernand Wambst |